# Dying Light
Dying Light es un videojuego de terror y supervivencia en primera persona de mundo abierto desarrollado por Techland y publicado por Warner Bros. Interactive Entertainment. La historia del juego sigue a un agente encubierto llamado Kyle Crane que es enviado a infiltrarse en una zona de cuarentena en una ciudad ficticia de Oriente Medio llamada Harran. Cuenta con una ciudad infestada de enemigos, mundo abierto con un dinámico ciclo de día-noche, en el que los zombis son lentos y torpes durante el día, pero se vuelven extremadamente agresivos por la noche. El juego se centra en el combate basado en armas y parkour, lo que permite a los jugadores elegir lucha o huida cuando se les presentan peligros. El juego también cuenta con un modo multijugador asimétrico (originalmente establecido como un bono de reserva) y un modo multijugador cooperativo para cuatro jugadores.
El desarrollo del juego comenzó a principios de 2012, después de que el equipo completara el desarrollo de Dead Island. El sistema parkour del juego enfatiza el movimiento natural. Para implementar eso, Techland tuvo que abandonar la mayoría de los elementos de la historia y construirlos de nuevo desde cero. Para crear una historia que se adaptara al gusto del público estadounidense, el equipo de escritura colaboró con Dan Jolley. La historia se inspiró tanto en Heart of Darkness como en The Plague. Anunciado en mayo de 2013, fue lanzado en enero de 2015 para Linux, PlayStation 4, Windows y Xbox One. Se planeó que el juego se lanzara en PlayStation 3 y Xbox 360, pero estas versiones se cancelaron debido a limitaciones de hardware.
En el lanzamiento, Dying Light recibió críticas mixtas de los críticos, con elogios dirigidos principalmente al combate, los gráficos, el multijugador cooperativo, la navegación y el ciclo de día a la noche, mientras que recibió críticas sobre la historia, la dificultad y los problemas técnicos. El juego fue el título más vendido de enero de 2015 y rompió el récord de ventas del primer mes de un nuevo horror de supervivencia propiedad intelectual. El juego fue un éxito comercial, ya que había vendido 20 millones de unidades en abril de 2022. Techland se comprometió a apoyar el juego y lanzó paquetes de contenido descargable, lanzamientos de contenido y actualizaciones gratuitas para el juego varios años después del lanzamiento inicial. Una expansión, titulada Dying Light: The Following, se lanzó en febrero de 2016. La secuela, Dying Light 2, se estrenó en febrero de 2022, tras numerosos retrasos debido a la migración de motor gráfico por parte de Techland. 

## Modo de juego
Dying Light es un juego con un amplio y peligroso mundo abierto ubicado en la ciudad ficticia de Harran. Durante el día los jugadores podrán explorar un amplio ambiente urbano y expansivo contaminado por un insidioso virus, también podrán colocar las trampas y a su vez podrán buscar suministros en el día tanto como en la noche, salvar a los supervivientes encontrados casualmente y también buscar, crear o mejorar armas como bates de beisbol, hachas, machetes, tuberías... Electrificádolas, envenenándolas entre otros tipos de mejoras. Los infectados son lentos, excepto algunos infectados que han sido infectados recientemente, o que poseen cualidades más complejas, dando la posibilidad al jugador de huir, pero su peligrosidad crece con los números. Por suerte, el jugador podrá quedarse en los techos de los edificios para ponerse fuera de peligro, pero también existen infectados llamados víricos, son los segundos más veloces después de coléricos, que salen a la noche. Los víricos aparecen casi siempre cuando escuchan un ruido fuerte, como un disparo, una explosión o un golpe fuerte, son muy rápidos y pueden escalar edificios perfectamente, haciendo que hasta uno de ellos sea una molestia para el jugador. Los jugadores deberán preparar las defensas contra la creciente población infectada en este nuevo mundo apocalíptico.
Durante la noche el cazador se convierte en presa; los infectados se vuelven más agresivos adquiriendo la capacidad de empujar al jugador, también aumentan los daños, así como la capacidad de saltar y escalar edificios como el jugador. Para evitar el contacto, el jugador deberá usar su sentido nocturno para poder localizar zombis en la oscuridad y así permanecer fuera de su camino. Cuando el jugador es perseguido, puede utilizar las distracciones y las trampas para reducir su número, pero lo cazarán hasta que la luz del día toque el suelo de Harran.
Al llegar la noche aparecerá el colérico, un particular tipo de infectado que solo sale en la oscuridad. Si el jugador es marcado por este, tendrá que darse a la fuga, porque si te detecta uno, los que están por los alrededores también te detectan, siguiéndote entre uno o varios a la vez. Para lograr escapar de él, el jugador tendrá que usar tácticas, distracciones y su sentido nocturno hasta que aparezcan los primeros rayos de luz del día o se llegue a una zona segura.
El juego cuenta con varios tipos de infectados como los reventones, infectados que pueden explotar; demoledores, que son infectados grandes y fuertes que pueden lanzarte rocas y correr hacia ti en forma de carga; huidizos, infectados que aparecen en las noches que al verte escaparán velozmente; gastank, un infectado inmune al fuego con un tanque de gas a sus espaldas; sapo, el infectado más débil, lanza un ácido que afecta al jugador; gritón, un niño infectado que habita en zonas oscuras, es capaz de gritar, aturdir al jugador, y atraer infectados en las zonas cercanas. El infectado cazador nocturno es un infectado que solamente aparece en el DLC "Be The Zombie", en el que eres el cazador y juegas en multijugador matando a otros jugadores, invadiendo sus partidas, subiendo de nivel y creando un cazador único e invencible.

## Ventas
Una semana después de su lanzamiento el juego logró vender 1,2 millones de unidades, sumando las ventas de PlayStation 4, Xbox One y PC.
En el año 2018, a tres años de su lanzamiento, se informó que el juego había logrado vender 13 millones de copias en todas las plataformas. Además, lograba mantener unas cifras de 500.000 jugadores semanales en sus servidores.